# Коробков, Алексей Алексеевич
Алексей Алексеевич Коробков (11 мая 1944 года, Москва, РСФСР, СССР — 3 февраля 2021 года, Москва, Россия) — советский и российский деятель искусства, член-корреспондент Российской академии художеств (2013).

## Биография
Родился 11 мая 1944 года в Москве, где жил и работал.
В 1968 году — окончил МТИПП.
С 1974 по 1975 годы — секретарь союза Архитекторов СССР.
С 1982 по 1991 годы — президент Федерации баскетбола СССР на общественных началах, мастер спорта по баскетболу СССР.
В 1991 году — закончил курсы повышения квалификации руководящих работников культуры при Министрестве Культуры СССР с отрывом от производства.
С 1998 года — первый вице-президент, академик Международной академии народов мира (Элита).
С 1988 по 1997 годы — заместитель президента Академии Художеств СССР и РФ.
В 1994 году — создал Международный Центр Дизайна при РАХ.
В 1994 году — к юбилею И. Репина в Пенатах Ленинградской области провел полную реконструкцию и восстановление музея.
Автор фор-проекта по возведению нового здания «Запасник» на территории РАХ, с последующей организацией финансирования и строительства (1996—1997).
В 2013 году — избран членом-корреспондентом Российской академии художеств от Отделения дизайна.
Вице-президент Московского Международного Фонда Юнеско (раздел культура).
Организатор международных выставок лучших дипломных работ выпускников ВУЗов и Лицеев РАХ в Европе, совместно с музеем Народных промыслов г. Федоскино организовал постояннодействующий стенд «Из собраний коллекций А. Коробкова и М. Сокольникова».
Алексей Алексеевич Коробков умер 3 февраля 2021 года в Москве, похоронен на Ваганьковском кладбище.

## Монографии, научные труды
- «Годы и люди», 2014 год;
- «Жизнь во имя искусства», 2015 год (история Палеха, Мстёры, Гжели, известных художников первой половины XX века);
- работал над 3-й книгой, посвященной народным художникам 2-й половины XX века.

## Награды
- Орден Дружбы (1996)
- Медаль «За трудовую доблесть» (1980)
- Медаль «Ветеран труда» (1991)
- Медаль «В память 850-летия Москвы» (1997)
- Юбилейная медаль «50 лет Победы в Великой Отечественной войне 1941—1945 гг.» (1995)
- Медаль «90 лет ВЛКСМ» (1998)
- Грамота Президента Российской Федерации (2010)
- Диплом за подготовку и проведение церемониала открытия и закрытия «Олимпиада-80»